# Фриц Хуг
Фриц Хуг (на немски: Fritz Hug) (19 март 1921, Дорнах - 29 януари 1989, Шпайхершвенди) е швейцарски художник. Основно рисува маслени картини, но твори също така литографии, плакати, мозайки и стенописи. Заедно със съпругата си Маргрит Хуг създава три книжки с картинки по библейски теми, преведени на много езици. Известен е като „художникът, който рисуваше животни“.

## Биография

### Произход и образование
Фриц Хуг е роден на 19 март 1921 г. в Дорнах. Той е второто от общо пет деца. Детството си прекарва на остров Ява, където баща му работи като инженер за една железопътна компания. Късното си детство прекарва при завръщането си в Швейцария в Талвил. Фриц Хуг още от рано показва жив интерес към изобразителното изкуство. През 1935 и 1936 г. посещава Цюрихското висше училище по изкуства. На 16 години преждевременно прекъсва професионалното си обучение като ретушор по дълбок печат в цюрихското издателство на специализирана литература. След завършване на новобранската школа (първи етап от дългогодишната военна служба в Швейцария) той сериозно се посвещава на живописта.

### Първи успехи като художник
През 1942 г., едва на двадесет години, Фриц Хуг прави първата си изложба с подкрепата на Леон Болаг, цюрихски търговец на предмети на изкуството. Изобразява пейзажи и градски сюжети, хора и интериори. Годините на професионално обучение и пътешествия го отвеждат през 1942/1943 до южна Франция. По-късно посещава Мароко, Италия и Ламбарене. В Габон рисува пейзажи, животни и хора от близкото обкръжение на лекаря по тропически болести Алберт Швайцер. След завръщането си в Цюрих прави редица изложби в швейцарските художествени галерии.

## Семейство
След първи неуспешен брак с Мари Кезлин, през 1951 г. Фриц Хуг се жени Маргрит Шюрман (1922-2002), журналистка и писателка. Раждат им се три деца. През 1957 г. Фриц Хуг организира в новопридобитото си жилище своето художествен ателие. По-късно в същата сграда отваря собствена художествена галерия.

## Художникът, който рисуваше животни
За ловния щанд на швейцарското национално изложение през 1964 г. Фриц Хуг създава голяма картина „швейцарската фауна“. През 1967 г. излага в галерия Tryon в Лондон картини с градски пейзажи. По това време започва все повече да се посвещава на рисуването на животни. Още през същата година Световният фонд за дивата природа (WWF) се обръща с молба към Хуг да нарисува стотина от застрашените от изчезване животни. Работата изисква както художествени умения, така и познания по зоология. Фриц Хуг се оттегля в малко цюрихско селце, за да се посвети на спокойствие на задачата. Тук се появяват първите стотина картини, които биват изложени през 1970 г. в Хелмхаус (до Водната църква) в Цюрих. Следват изложбите в Музея на науките в Бостън през 1973 г. и отново в Хелмхаус в Цюрих, по случай 50-годишнината на Зоологическата градина в Цюрих.
Фриц Хуг умира след кратко и тежко боледуване на 29 януари 1989 г. Голяма част от живота си той посвещава на запазването на животните и на тяхната естествена природна среда. Големият му проект да нарисува всички видове птици, които се срещат в Швейцария, по повод 700-тната годишнина на Швейцарската конфедерация, остава незавършен.

## Публикации
- Antje Ziehr: Fritz Hug und seine Welt der Tiere. Harlekin Verlag, Luzern 1981.
- Fritz Hug: Maler der Tiere. Verlag Papyria, Affoltern am Albis 1970.
- Fritz und Margrit Hug: Von jeder Art der Vögel und des Viehs – Die Tiere der Bibel. Verlag Papyria, Affoltern am Albis 1969.
- Fritz Hug: Tierzeichnungen. Eugen Rentsch Verlag, Zürich 1964.
- Fritz und Margrit Hug: Und Gott sah, dass es gut war. Eugen Rentsch Verlag, Zürich 1962.
- Fritz and Margaret Hug: The Story of Our Lord. Random House, New York 1961.
- Fritz und Margrit Hug: Auf dem Wege des Herrn, eine Bilderbibel für die Jugend. Eugen Rentsch Verlag, Zürich 1960.